# كريستوفر نونيز
كريستوفر نونيز (بالإسبانية: Cristopher Núñez) هو لاعب كرة قدم كوستاريكي في مركز الوسط، ولد في 8 ديسمبر 1997 في كارتاغو، كوستاريكا ‏ في كوستاريكا. شارك مع منتخب كوستاريكا تحت 20 سنة لكرة القدم. أما مع النوادي، فقد لعب مع نادي كارتاهينيس.

## وصلات خارجية
- كريستوفر نونيز على موقع الاتحاد الدولي (مؤرشف)  (الإنجليزية)
- كريستوفر نونيز على موقع قاعدة بيانات كرة القدم.إي يو (الإنجليزية)
- كريستوفر نونيز على موقع ناشيونال فوتبول تيمز (الإنجليزية)
- كريستوفر نونيز على موقع Soccerway.com (الإنجليزية)